# Antanambao Manampotsy (stad)
Antanambao Manampotsy is een stad in Madagaskar, gelegen in de regio Atsinanana. Het is de hoofdplaats van het gelijknamige district.

## Geschiedenis
Tot 1 oktober 2009 lag Antanambao Manampotsy in de provincie Toamasina. Deze werd echter opgeheven en vervangen door de regio Atsinanana. Tijdens deze wijziging werden alle autonome provincies opgeheven en vervangen door de in totaal 22 regio's van Madagaskar.